# Neue Prager Hütte
Neue Prager Hütte (česky Nová pražská chata) je horská chata vystavěná Pražskou sekcí Německého a Rakouského Alpského spolku/Deutscher und Österreichischer Alpenverein (DuÖAV) se nachází ve výšce 2796 m n. m. v působivé oblasti ledovců národního parku Vysoké Taury v Innergschlössu, v jednom z nejkrásnějších údolí ve Východních Alpách. Horská chata je ideálním výchozím bodem pro Großvenediger a zároveň vhodná jako cílový bod pro etapové túry v oblasti Venedigergruppe. Chatu lze také využít jako výcvikovou základnu. Pražské sekci Německého a Rakouského Alpského spolku, která patřila ještě před první světovou válkou k nejmajetnějších sekcím DuÖAV, se podařilo chatu slavnostně otevřít 9. srpna 1904. V létě 2004 oslavila 100. výročí vzniku. Neue Prager Hütte je majetkem DAV-Bundesverband.

## Historie

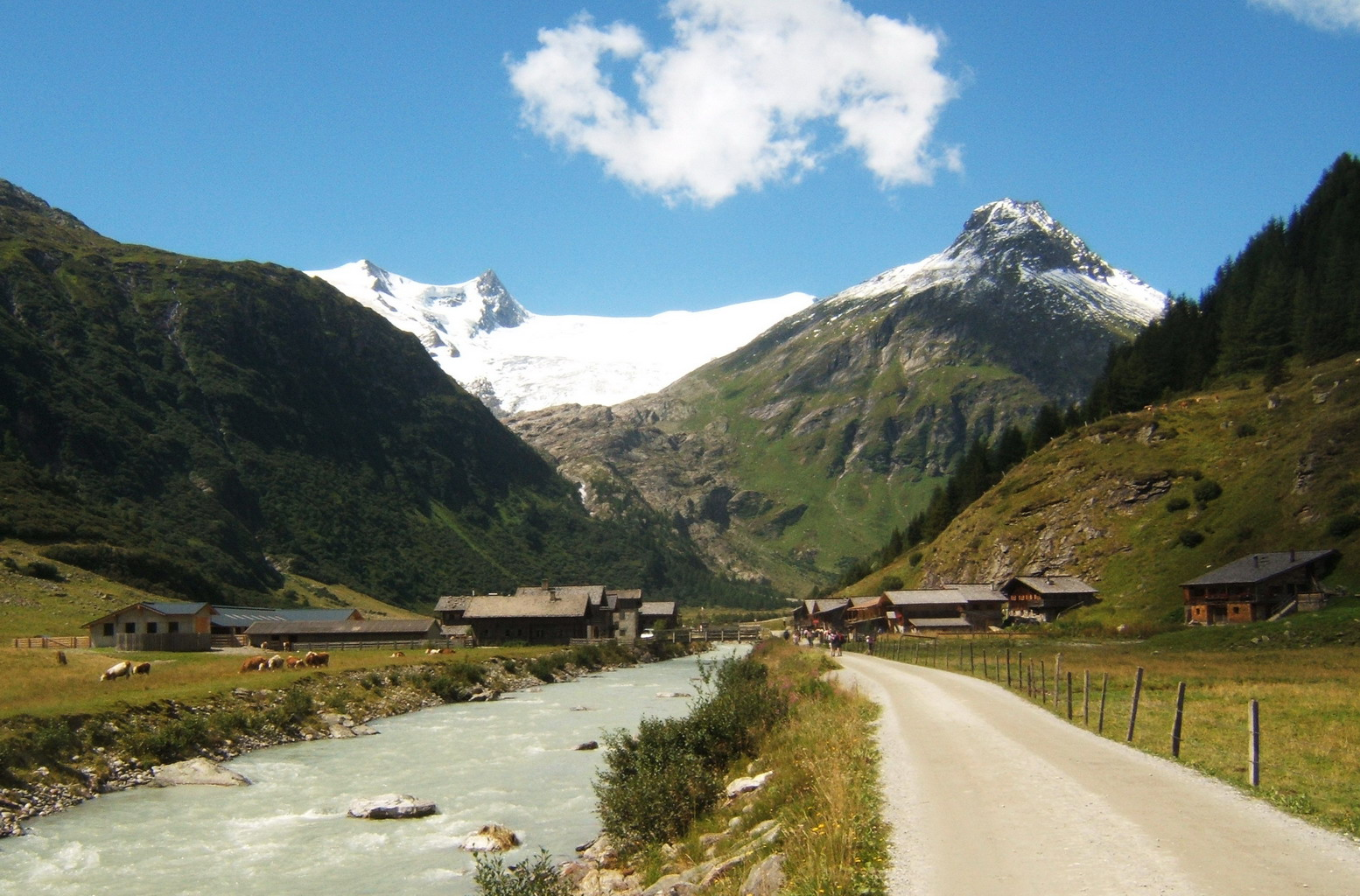
Osada Innergschlöss v údolí Gschlößtal s pohledem na Venedigergruppe.

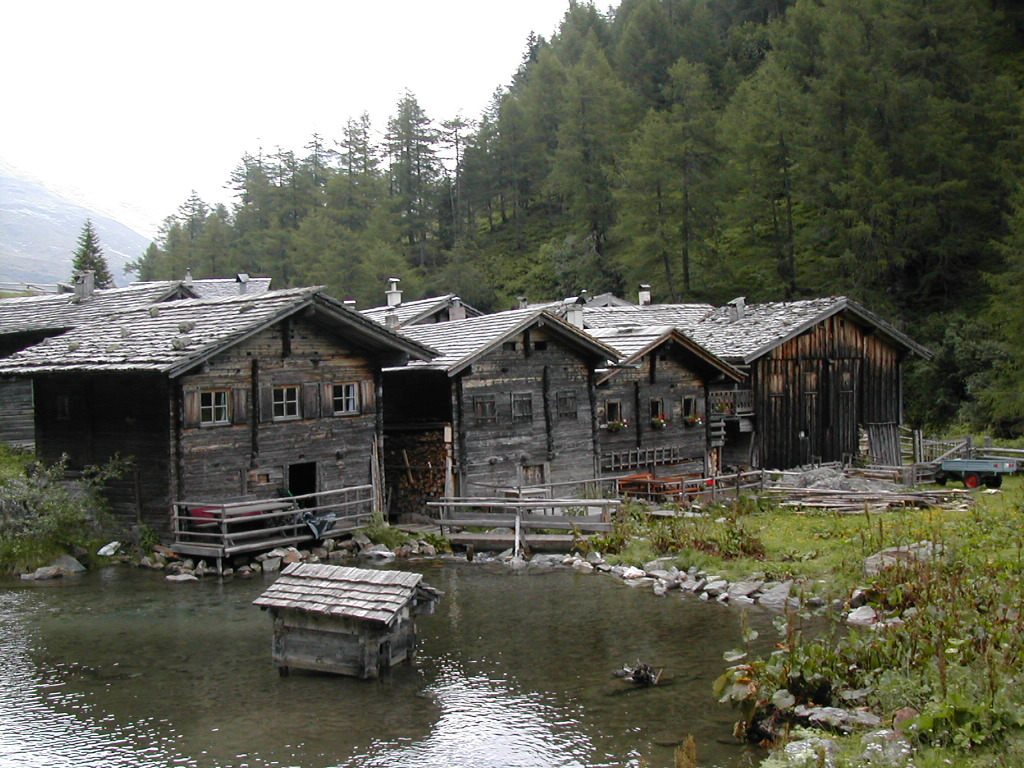
V Innergschlöß se nachází mimo hostince „Venedigerhaus” a řezbářství mnoho dalších horských chat, které místní obyvatelstvo z Matrei v létě obývá, ale některé lze i pronajmout. V zimním období (listopad až duben) nejsou chaty obývány.

Pro výstavbu nové chaty vybrali Johann Stüdl a horský vůdce Vinzenz Ganzer místo „tak vysoko a tak blízko k ledovci, jak to jen bylo možné“. Do stavebních příprav se Pražská sekce pustila hned v létě roku 1902 a stavební dozor svěřila Ganzerovi, který se nejprve postaral o rozšíření přístupové cesty. Nadšený stavební začátek vystřídalo nepříznivé počasí a tak chata mohla být dokončena až na podzim 1903. Zhoršení finanční spolkové situace podnítilo „dámskou komisi“ k výběru dobrovolných sbírek, z kterých se sekci podařilo zakoupit vnitřní vybavení chaty. Zbytek stavebních prací zafinancovala prodejem dvou chat v Zillertalských Alpách Berlínské sekci (Rifflerhütte a Olpererhütte), takže slavnostní otevření proběhlo v srpnu 1904.
Obě pražské chaty (Neue Prager Hütte a Alte Prager Hütte) spravovala v letech 1908-1945 hospodská paní Elise Mühlberger. Samozřejmě mimo první světové války, kdy nebyla chata v provozu. Saintgermainskou smlouvou přišlo Rakousko o Jižní Tyrolsko a po rozpadu monarchie opustila Prahu velká většina členů alpského spolku, dokonce i stařičký Stüdl. Německé alpské spolky se musely pod výhrůžkou zrušení distancovat od rakouské mateřské organizace a Pražská sekce přijala nový název Deutscher Alpenverein (DAV) Praha. Všechny německé alpské spolky zastřešoval centrální svaz Verband der Deutschen Alpenvereine in der Tschechoslowakischen Republik/Svaz Německých alpských spolků v Československu. Oproti jiným pražským chatám zůstala „Neue Prager Hütte” v majetku DAV Praha. DAV Praha provedl v roce 1923 další stavební úpravy a i přes hospodářskou krizi zaznamenával prudký nárůst návštěvnosti.

### Po roce 1945
Druhou světovou válku chata přestála v celku dobře. Pro Německý alpský spolek Praha/Deutschen Alpenverein Prag znamenal konec války odsun německého obyvatelstva a tím rozprášení členské základny do všech možných koutů Německa a Rakouska. Po znovuzaložení spolku Deutscher Alpenverein v roce 1950 ve Würzburgu se začala Sekce Praha v Mnichově pomalu vzpamatovávat a v roce 1957 obdržela svůj majetek (horské chaty) zpět. Bývalá sekce Praha tak vlastnila opět Stüdlhütte, Johannishütte, Neue Prager Hütte a Alte Prager Hütte. Důležitým mezníkem v nových dějinách spolku se stala výstavba nákladní lanové dráhy v letech 1965-1972. V roce 1968 navštívil chatu při svém sestupu z Großvenediger rakouský ministr Josef Klaus.

### Deutscher Alpenverein (DAV)
Oslabená členská základna po odsunu z Československa nestačila už na požadavky "nové doby" a dostávala se pomalu do finančních problémů. Svého partnera našla v sekci Oberland, pod kterou nadále bývalá pražská skupina pracuje a které své horské chaty v roce 1992 předala do vlastnictví. Správce chaty Walter Oblasser dohlížel v letech 1977–1986 nejen na modernizaci kuchyně, sanitárního zařízení a výstavbu čisticí stanice, ale také rozšíření ubytovací kapacity na 130 lůžek. Celkové stavební náklady se vyšplhaly na 2 mil. DM. Skoro po třiceti letech (1997) svého působení odešel Walter Oblasser do penze. Od roku 1997 je chata napojena na fotovoltaiku a naftový agregát byl využíván jen k vaření a topení. Od roku 2004 chatu spravuje DAV-Bundesverband.

## Popis a kapacita
Nová Pražská chata je kulturní památkou a v roce 2013 proběhla v rámci DAV projektu – „Provozování horolezectví šetrného k životnímu prostředí” její kompletní rekonstrukce. DAV rozšířil za spolupráce s firmou Globetrotter München fotovoltaický systém, dobudoval ekologický kotel na řepkový olej, opravil střechy a fasádu. Rekonstrukce nákladní lanovky a vodovodu by měla proběhnout v letech 2014/2015. Společně s náklady na nové vybavení se pohybuje částka za celkové opravy přibližně kolem 1,6 milionů Euro. Novými správci je od roku 2014 rodina Stude: manželé Sylvia a Claudia Stude s dcerou Claudií. Ubytovací kapacita chaty je 55 samostatných lůžek v 38 pokojích a 46 lůžek ve společných noclehárnách. Společenské prostory sestávají ze tří jídelen a sluneční terasy. V době zimní uzavírky je přístupný zimní prostor (Winterraum) pro 14 osob se suchou toaletou.

## Příjezd
| Dopravní prostředek | Cílová stanice                                                                                    |
| ------------------- | ------------------------------------------------------------------------------------------------- |
| Vlak                | Vlakové nádraží – Mittersill, Lienz                                                               |
| Autobus             | V létě autobusová zastávka Matreier Tauernhaus, v zimě Matrei in Osttirol linkou Kitzbühl – Lienz |
| Auto                | V létě placené parkoviště „Matreier Tauernhaus“.                                                  |

## Výstupy a túry

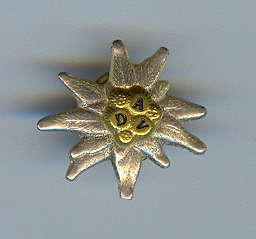
Deutscher Alpenverein (DAV) - členský odznak

### Letní sezóna
| Výstup              | Výška  | Čas        |
| ------------------- | ------ | ---------- |
| Großvenediger       | 3660 m | 3,5 hodiny |
| Kleinvenediger      | 3477 m | 3 hodiny   |
| Rainerhorn          | 3560 m | 3 hodiny   |
| Schwarze Wand       | 3511 m | 3,5 hodiny |
| Hoher Zaun          | 3467 m | 4,5 hodiny |
| Kristallwand        | 3329 m | 5,5 hodiny |
| Hinterer Kesselkopf | 2897 m | 0,5 hodiny |

| Túra   | Venediger Höhenweg – výchozím bodem je Matreier Tauernhaus (1512 m) |
| ------ | --- |
| 1. den | výstup k St. Pöltener Hütte (2481 m, 3 hodiny) |
| 2. den | přes St. Pöltener Westweg k Neue Prager Hütte (6,5 hodiny) |
| 3. den | přes Schlatenkees a Löbbentörl (2770 m) k Badener Hütte (2608 m, 4 hodiny), přechod ledovce                                                                                 |
| 4. den | přes Galtenscharte (2873 m) k Bonn-Matreier-Hütte (2750 m, 4 hodiny), vysokohorský přechod, často i v létě strmá sněhová pole!                                              |
| 5. den | údolím Timmeltal k Eisseehütte (2521 m, 3 hodiny) a přes Zopatscharte (2958 m) k Johannishütte (2121 m, 3 hodiny)                                                           |
| 6. den | přes Türmljoch (2790 m) k Essener-Rostocker-Hütte (2207 m, 3 hodiny), sestup údolím Maurertal do Ströden (1403 m, 1,5 hodiny)                                               |
| 7. den | od Essener-Rostocker-Hütte přes Röggentörl (3058 m) ke Clarahütte do údolí Umbaltal (2038 m, 5 hodin), tato etapa vede přes ledovec s trhlinami, jen pro zkušené alpinisty! |

| Čas     | Túra – Gletscher-Kronen (Koruny ledovců) |
| ------- | --- |
| 8 hodin | Neue Prager Hütte – Kleinvendiger – Großvenediger – Hohes Aderl (3504 m) – Rainerhorn, Schwarze Wand a Kristallwand k Badener Hütte (2607 m). |

| Kurzy                | Místo nácviku                                                          |
| -------------------- | ---------------------------------------------------------------------- |
| Kurz skalního lezení | Celý areál kolem chaty je ideální pro nácvik (např. přechody hřebene). |
| Kurzy lezení v ledu  | Ledovec je vzdálen čtvrt hodiny od chaty.                              |

### Zimní sezóna
| Výstup | Čas     | Stupeň zátěže |
| --- | ------- | ------------- |
| Matreier Tauernhaus – Innergschlöß – Gschlößbach – Wasserfall vom Karlesbach – Schlatenkees – Neuer Prager Hütte | 5 hodin | středně těžká |

| Túra                                                        | Čas      | Stupeň zátěže                                     |
| ----------------------------------------------------------- | -------- | ------------------------------------------------- |
| Neue Prager Hütte – Großvenediger                           | 3 hodiny | středně těžká s alpinistickou výstrojí na ledovce |
| Neue Prager Hütte – Rainerhorn – Schwarze Wand – Hoher Zaun | 4 hodiny | středně těžká s alpinistickou výstrojí na ledovce |